# Ålsgårde
Ålsgårde ligger i Nordsjælland ved Øresund og er en større bebyggelse der indgår i ét samlet byområde med Hellebæk. Tidligere var Ålsgårde en selvstændig by. Den ligger 6 kilometer nordvest for Helsingør i Helsingør Kommune og tilhører Region Hovedstaden.

## Etymologi
Navnet Alskaar kendes helt tilbage til 1582 og refererer til ål (som ikke er fisken, men en betegnelse for en langstrakt bakke, der her ligger langs kystskrænten) og skår (kløft), som senere er omdannet til -gårde. Skåret er den rende, som gennemskærer ål og kystskrænt og giver nem adgang fra baglandet til kysten. Heri løber vejen Krogebakke.

## Historie
Oprindeligt var Ålsgårde et fiskerleje. I henhold til jordebogen for Kronborg og Frederiksborg len 1582-83 havde Ålsgårde 3 fiskere, som kun ydede fisk i landgilde.
Ålsgårde omfattede i 1682 7 huse med jord og 1 hus uden jord. Den dyrkede jord udgjorde 3,0 tønder land skyldsat til 0,97 tdr hartkorn.
Siden 1906 har stedet haft jernbane, da Helsingør-Hornbækbanen blev anlagt og fik station i byen. I begyndelsen af 1900-tallet fandtes en skole samt et teglværk i byen. Allerede omkring 1. verdenskrig var Ålsgårde vokset sammen med nabobyerne Hellebæk, Boderne og Ellekilde.
I 2002 blev byen landskendt i forbindelse med et bankrøveri og drab i byen.
I dag rummer området omkring Ålsgårde en del fritidshuse.